# Pähkinäinen
L'île de Pähkinäinen  est une île des villes de Naantali et Turku en Finlande.

## Description
L’est de l'ancienne île de pâture est zone de conservation, de 50 hectares, importante pour les espèces en voie de disparition.
Pähkinäinen fait partie de l'archipel de Pakinainen qui est un espace natura 2000.
Elle a une superficie de 175 hectares.
À la suite du rebond post-glaciaire, Pähkinäinen est reliée par la terre à Kenkämaa et à Koissaari.
Pähkinäinen est une zone de loisir de Turku avec une plage un sentier de randonnée de plusieurs kilomètres de long.
L'est de l'île appartient à Turku, en 1923 on y a construit une maison avec des chambres, des saunas et un café estival.
L'ouest de l’île appartient à Naantali.

## Accès
L’île est desservie par le  traversier M/S Kaita à partir d'Haapala.
L'île a aussi un petit port de plaisance.